# Rota Jardim

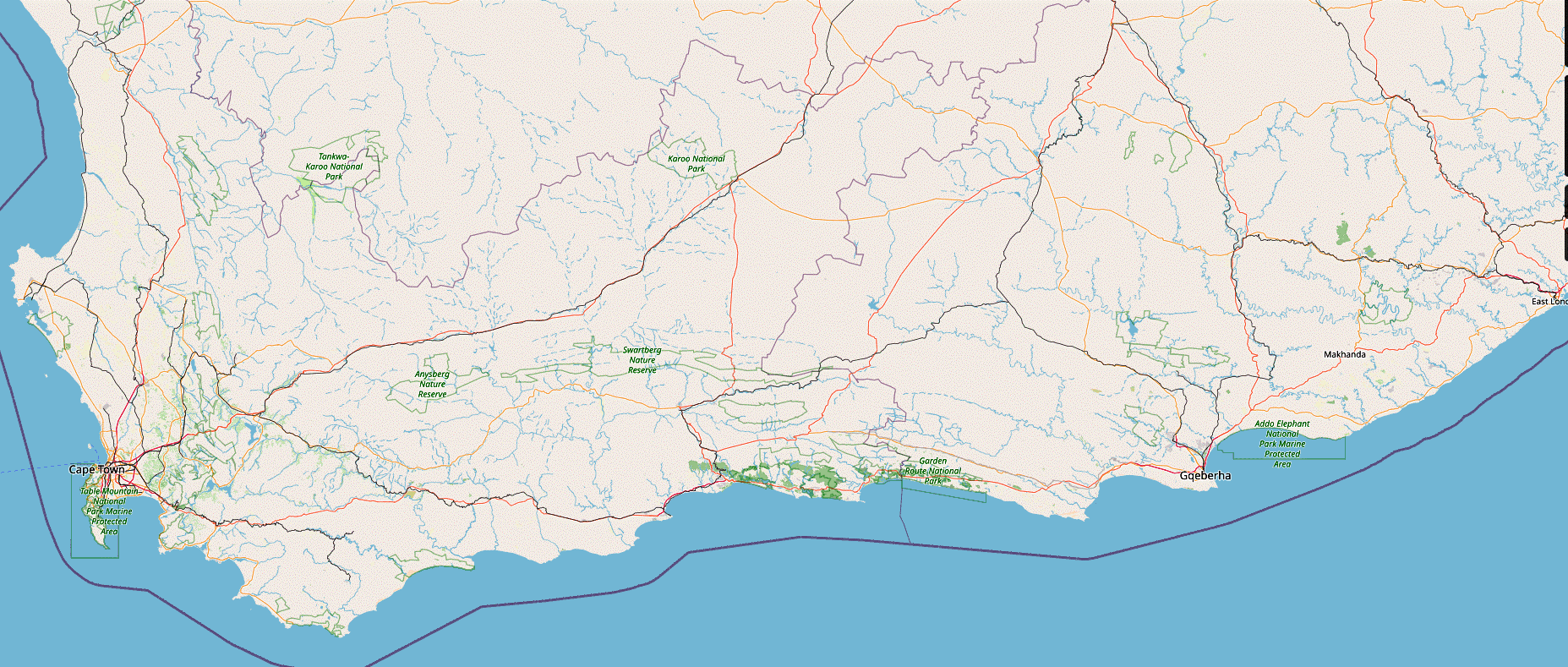
Mapa mostrando a Rota Jardim

A Rota Jardim (africâner: Tuinroete) é um trecho da costa sul-ocidental da África do Sul que se estende a partir de Mossel Bay, no Cabo Ocidental até Storms River, no Cabo Oriental. O nome vem da diversificada vegetação e inúmeras lagoas espalhadas ao longo da costa. Passa por cidades como Knysna, Plettenberg Bay, Mossel Bay e George, esta a maior cidade e principal centro administrativo.
Tem um clima oceânico, com verões e invernos suaves e é considerado o clima mais ameno na África do Sul e o segundo mais suave no mundo, depois Havaí, de acordo com o Livro Guinness dos Recordes. As temperaturas raramente caem abaixo de 10 °C no inverno e raramente sobem mais de 28 °C no verão. A chuva ocorre durante todo o ano, com um ligeiro pico nos meses de primavera, trazido pelos ventos úmidos do Oceano Índico.
A rota fica entre as montanhas Outeniqua e o Oceano Índico. Cerca de 300 espécies de pássaros são encontradas em uma variedade de habitats que variam de fynbos a floresta e atézonas húmidas.

Dez reservas naturais protegem os variados ecossistemas da área, bem como reservas marinhas que protegem recifes de corais, golfinhos, focas e uma série de outras formas de vida marinha. Várias baías ao longo da Rota Jardim são viveiros para a Baleia franca Austral , que vão lá para parir no inverno e na primavera (julho a dezembro).

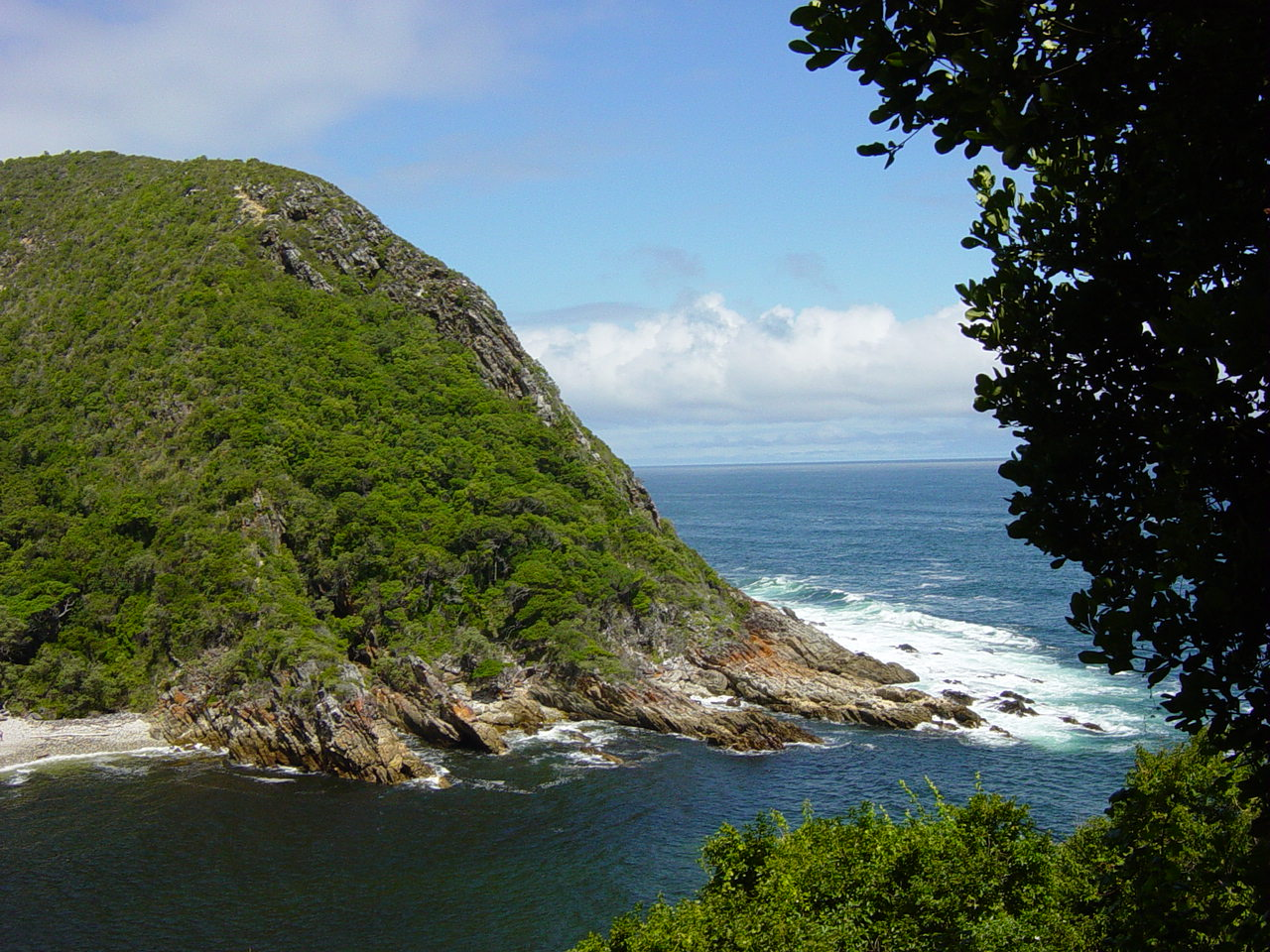
Foz de um rio no Tsitsikamma National Park
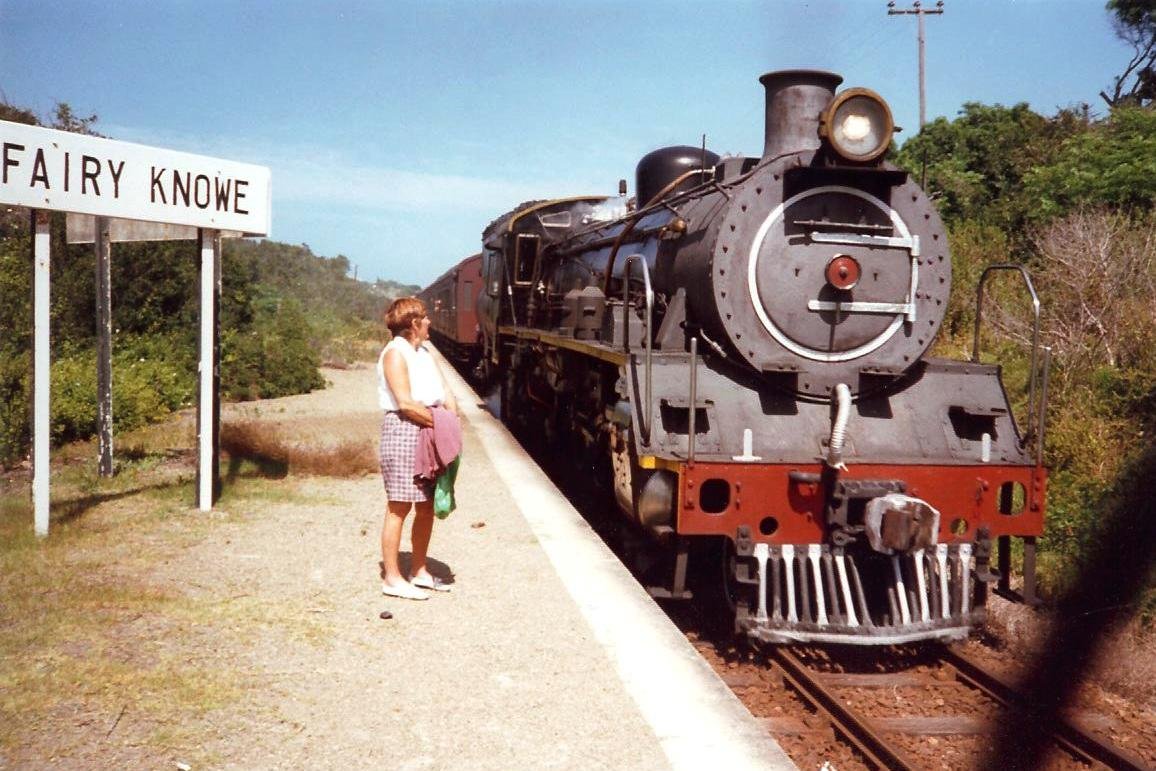
Fada Knowe
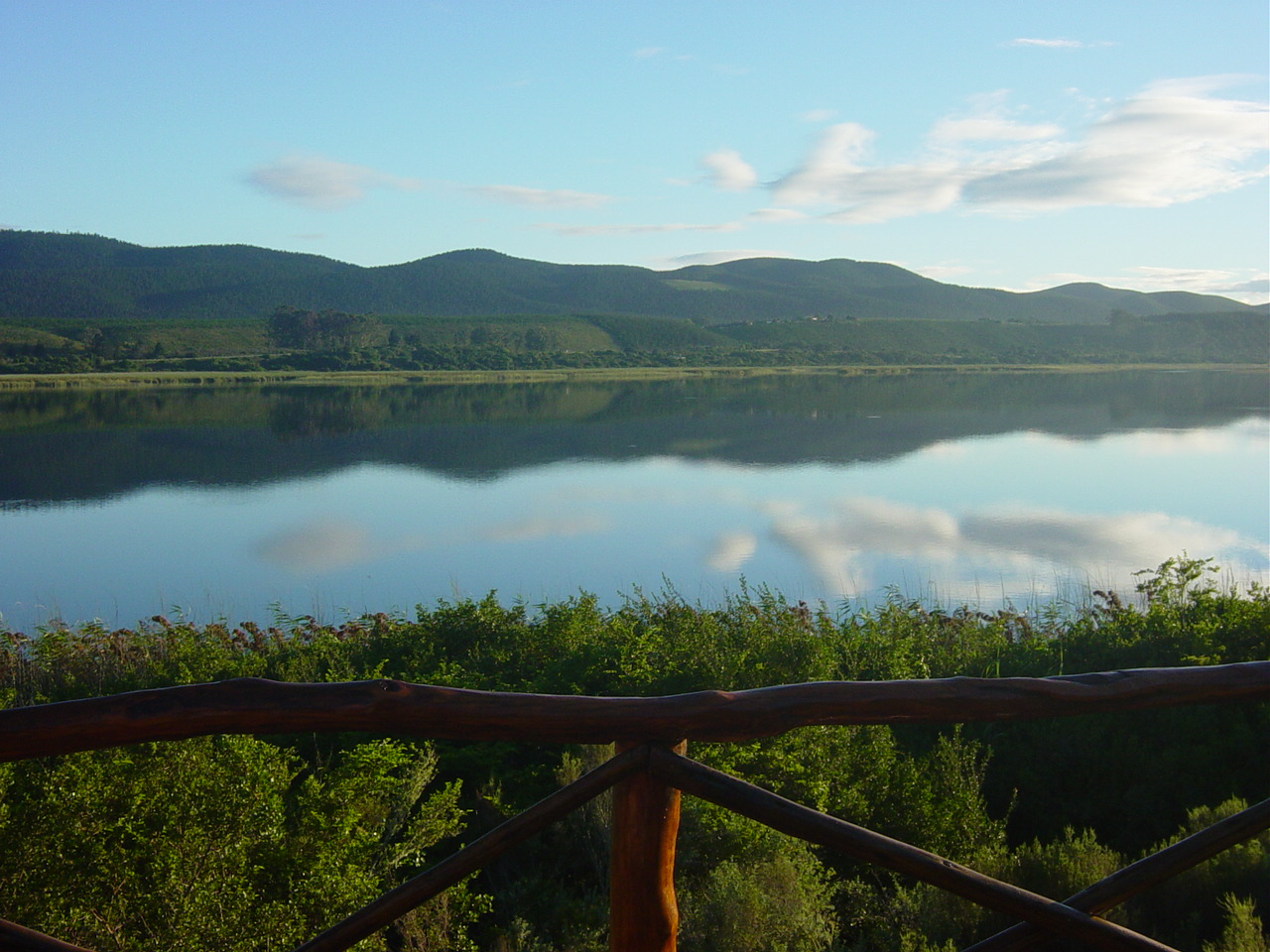
Lagoa na Garden Route
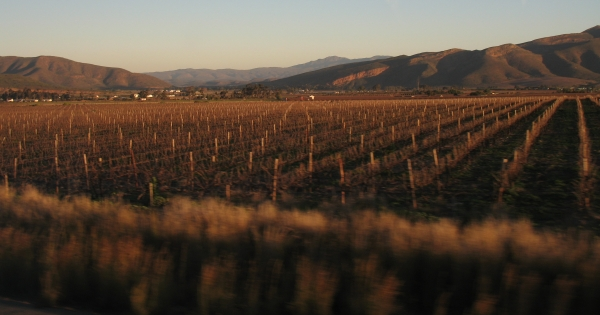
Um vinhedo